# 上原康樹
上原 康樹（うえはら やすき、1954年9月28日 - ）は、日本の政治家。岩手県議会議員（1期）。元NHKシニアアナウンサー。

## 人物
福島県立喜多方高等学校を経て早稲田大学教育学部を卒業後、1978年入局。
2019年7月31日にNHKを退職し、同年9月8日に投開票の岩手県議会選挙盛岡選挙区（定数10）に無所属で立候補し得票数1位で当選した。
2023年3月、無所属のまま、会派「希望いわて」入りした。
2023年9月3日投開票の岩手県議会議員選挙盛岡選挙区に再び無所属で立候補し得票数1位で再選した。

## 挿話・嗜好
- NHK入局以来、野球、相撲などスポーツ実況を中心に活動。しかし広島局在籍中、広島市で開催された1994年アジア競技大会の開会式実況を担当した際に参加していない選手の名前を連呼したり、開会式を閉会式と発言するなどの大きなミスをしたことで、スポーツ担当から半ば強引に外され閑職に回される。このことでバイクツーリングに目覚めた、と講演でたびたび話している。
- 1996年に本人の希望もあり、地方局で一からやり直したいという事もあり、盛岡に赴任。NHKの中では格下で、スポーツ実況の機会もほとんどない放送局であったが、ローカルニュース強化のため立ち上げられた『おばんですいわて』初代キャスターに就任し[4]、ニュースキャスターに転身する。
- さらに風光明媚でツーリングにも最適だったことから岩手の風土に魅せられ、この地を終の棲家と定めた[4]。一時は名古屋局に異動するが（事実上の栄転）、本人の希望で再び盛岡局に復帰し、県議選に立候補するまで20年近くにわたって勤務した（この間に定年を迎え嘱託となっている）。
- 復帰後、担当番組で独特の表現・フレーズを交えて天気予報を伝えることで、ネットでも話題となる。
- 本人名のTwitterも開始。発信頻度は、2018年6月中旬以降、一旦緩やかになった。しかし、同年度の冬季から再び投稿が盛んになり、写真・食についての言及が増えている。
- バイクを趣味とし、トライアル競技大会への出場経験があるほか[5]、ツーリングに出て風景をデジカメに多く収めている[6]。
- 2019年岩手県議会議員選挙に盛岡選挙区から特定の政党の支援を受けず、無所属で立候補。政治経験ゼロで、夫人を含め限られたスタッフによる選挙戦だったが、知名度や地道な選挙活動によりトップ当選を果たす。Twitterでは活動報告も行っている。

## 過去の出演番組
- FMリクエストアワー（佐賀放送局・甲府放送局時代）
- 鈴鹿八耐（実況）
- NHKプロ野球（実況）
- 大相撲中継（広島放送局時代まで）
- WRC中継（実況）
- 広島アジア大会（開会式のラジオ実況 1995年）
- NHKスペシャル（ナレーション）
- ラジオほっとタイム（名古屋発ネットワークにっぽん）
- 中学生日記（ナレーション 2001、2002年度）
- ニュースいしかわ845（名古屋放送局時代に不定期）
- WRC～世界ラリー選手権～（ダイジェスト）
- おばんですいわて（キャスター 2003.6 - 2006.3、川柳コーナーナレーション）
- 岩手美術散歩（制作・ナレーション）
- 啄木歌ごよみ（制作・ナレーション）
- はなす よむ きく（NHKラジオ第2,「スピーチ」2004.6）
- クローズアップいわて
- 絶対！ふるさと主義（「体感☆いわて 宮沢賢治が愛した理想郷（イーハトーブ）」2006.9.3）
- いわてんぽ（語り）
- ラジオ特集（朗読 「今こそ賢治を読む～大震災から2年、被災地に響いた宮沢賢治」2013.3.10）
- NHKニュース845いわて
- NHKニュースおはよういわて
- 岩手県のニュース
- スーパーJチャンネルいわて（岩手朝日テレビ・2020.4.16、民放初出演）[7]